# Reticolo cubico semplice

Rappresentazione di una cella del reticolo cubico semplice

Il reticolo cubico semplice  (o reticolo C) è uno dei 14 reticoli di Bravais, appartenente al sistema cubico. Consiste in un punto del reticolo per ogni vertice del cubo. Ogni atomo posto su un punto del reticolo è condiviso equamente tra otto cubi adiacenti per cui la cella unitaria contiene in totale un atomo (1⁄8 × 8).
Il reticolo cubico semplice è la struttura presente nella pirite.